# Alexander Sergejewitsch Newerow

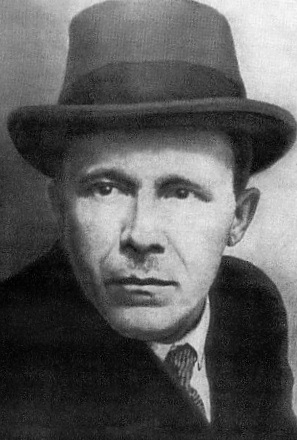
A. S. Newerow

Alexander Sergejewitsch Newerow (russisch Александр Сергеевич Неверов; * 12. Dezemberjul. / 24. Dezember 1886greg. als A. S. Skobelew/Скобелев in Nowikowka, Gouvernement Samara (heute zur Oblast Uljanowsk); † 24. Dezember 1923 in Moskau) war ein russischer Prosaschriftsteller und Dramatiker.

## Leben
Die Mutter starb früh, dem Vater, einem Alkoholiker, kehrte er bald den Rücken und versuchte sich ab 15 Jahren in verschiedenen Berufen und begann erste poetische Skizzen, die er dem Dichter S. V. Denisow zeigte. 1903 besuchte Newerow eine Lehrerbildungsanstalt, wo er vor allem gegen die herrschende religiöse Indoktrination rebellierte. In dieser Zeit schrieb er erstmals politische und revolutionäre Literatur. Während der Revolution 1905 organisierte er aktiv studentische Proteste. 1906 wurde Newerow Lehrer auf dem Dorf Novy Pismer. Im März erschienen seine erste Erzählung in der Zeitschrift Westnik Petersburg treswostj.
Während seines ersten Jahres in Novy Pismer protestierte Newerow in verschiedenen Feuilletons gegen die Ungerechtigkeiten gegenüber den Bauern. Obwohl er unter dem Pseudonym „Iwan Tscherwjak“ schrieb, wurde seine Identität ermittelt und der Autor unter Überwachung durch die Geheimpolizei gestellt; er blieb jedoch unbehelligt. Er schrieb Erzählungen über das ländliche Leben sowie über die Auswirkungen des Alkoholismus.
1912 heiratete Newerow die Lehrerin eines Nachbardorfs Pelageja Andrejewna Selenzowa.
Mit dem Ausbruch des Ersten Weltkrieges wurde Newerow als Sanitäter in einem Lazarett in Samara eingezogen. Er fuhr fort zu schreiben; seine Erzählungen gerieten in die Hände Maxim Gorkis, der den jungen Schriftsteller mehrfach ermutigte.
Newerow begrüßte begeistert die Februarrevolution 1917 und wurde in den Sowjet von Samara gewählt. Er verfasste zahlreiche Artikel über die Befreiung der Bauern für die Zeitung Freies Wort (Svobodnoye Slowo), worin er im Grunde sozialrevolutionäre Positionen (der SRP) vertrat.
1917 bis 1918 arbeitete Newerow als Journalist für „Die rote Armee“, Zeitschrift des revolutionären Kriegsrates von Samara.
1918 erkrankte er an Typhus.
Im Dezember 1918 eroberten die Koltschak-Truppen Samara, das zum Jahresende von der Roten Armee zurückerobert wurde. Newerow entschied sich endgültig für Bolschewismus und arbeitete für die bolschewistische Zeitung Vorwärts (Wperjod).
Neben seiner journalistischen Tätigkeit arbeitete Newerow literarisch weiter. Die Geschichte des Rotarmisten Terechin (Krasnoarmeez Terechin, 1919) schildert die Entwicklung eines gemeinen Rotarmisten zu einem fortschrittlichen Zeitgenossen.
1920 gewann er einen ersten Preis in einem Moskauer Literaturwettbewerb.
Die Erzählung Marja die Bolschewikin (Marja – Bolschewitschka, 1921) schildert das Geschick einer „neuen, befreiten Frau“ im postrevolutionären Russland.
1921 war die Samara-Region von Dürre und Hungersnot betroffen. Mit vielen anderen ergriff er die Flucht aus dem Wolgagebiet nach Taschkent. Auf der Bahnreise nach Taschkent sah er Scharen hungriger Kinder, die an jedem Bahnhof um Krumen bettelten und zahlreiche Tote und Sterbende.
Im Mai 1922 zog Newerow nach Moskau, wo er den lokalen literarischen Kreisen zunächst mit Distanz begegnete.
Ein Treffen mit Alexander Serafimowitsch und die Teilnahme an einer Lesung von Serafimowitschs Der eiserne Strom hatte tiefgreifende Auswirkungen auf Newerow.
Newerows erstes Werk in der Moskauer Zeit war die Erzählung Andron Taugenichts (Andron Neputyovii, 1922). Ebenfalls 1922 verfasste er einen Artikel über die kreative Arbeit Ivan Bunins, deren Werke ihn stark beeinflusst hatten.
Am 19. Mai 1923 stellte Newerow seine bekannteste Erzählung Taškent – gorod chlebnyj fertig. Sie schildert die Reise des zwölfjährigen Mischka aus seinem Heimatdorf nach Taschkent, in der Hoffnung, Getreide für seine hungernde Familie zu finden. Unterwegs sieht er von Tod und Verzweiflung gezeichnete Gesichter sowie Mushiks, die ihn aus dem fahrenden Zug werfen wollen. Inmitten der Grausamkeit begegnen dem Jungen auch Treue, Freundschaft und Güte. Er gelangt schließlich nach Hause; doch der größte Teil seiner Familie ist tot. Er ist aber entschlossen, nach der Tragödie ein neues Leben aufzubauen.
Alexander Newerow starb plötzlich am 24. Dezember 1923 an einem akuten Asthmaanfall. 1925 erschien sein Werk  unter dem Titel „Taschkent, die brotreiche Stadt“ in deutscher Übersetzung, 1933 wurde es jedoch durch die Nazis verboten und verbrannt.